# Alfonso Navarro Romero
Darío Alfonso Navarro Romero (Lima, 25 de septiembre de 1911 - Lima, 10 de septiembre de 1969) fue un marino y político peruano, que llegó al rango de vicealmirante de la Marina de Guerra del Perú. Fue ministro de Justicia y Culto (1968) y de Marina (1968-1969), así como comandante general de la Marina, durante el gobierno militar del general Juan Velasco Alvarado. Falleció de un infarto cardíaco cuando ejercía su función ministerial.

## Biografía

### Familia y estudios
Nació en Chorrillos, Lima, siendo hijo de Darío Navarro del Mar y Rosa Elvira Romero Dávila. En 1917 se casó con Rosa Leonor Denegri García, con quien tuvo dos hijos.
Ingresó a la Escuela Naval del Perú, de la que egresó como alférez de fragata en 1934. En su promoción figuraba Jorge Luna Ferreccio.
Hizo un posgrado en Annapolis, siendo calificado en Ingeniería y Comunicaciones. Obtuvo también un diplomado en la Escuela Superior de Guerra Naval del Perú.

### Carrera militar
Como oficial subalterno integró las dotaciones del crucero Almirante Grau, la cañonera Iquitos, el crucero Bolognesi y la cañonera Loreto. También sirvió en el destroyer Kilmer de la armada estadounidense.
En 1944 ascendió a capitán de corbeta y en 1951 a capitán de fragata. Fue comandante del destructor de escolta Aguirre, así como ayudante del ministro de Marina y en la dirección del material.
En 1958, bajo el segundo gobierno de Manuel Prado Ugarteche, fue ascendido a capitán de navío. 
Luego fue jefe de la oficina naviera comercial, agregado naval del Perú en Francia, comandante del crucero Bolognesi y jefe del Estado Mayor en la comandancia general de la Base Naval del Callao.
En 1964 ascendió al grado de contralmirante. Ejerció los cargos de vocal del Consejo Supremo de Justicia Militar, inspector general de Marina, comandante general de la Base Naval del Callao, comandante general de la Escuadra y director general de la Marina Mercante Nacional.

### Ministro de Estado
Tras el golpe de Estado de la Fuerza Armada del 3 de octubre de 1968, fue designado como ministro de Justicia y Culto por el presidente de la Junta, el general Juan Velasco Alvarado, formando así parte del primer gabinete ministerial de dicho régimen militar.
Durante su gestión firmó el Decreto Ley 17271, cuyo artículo segundo estipulaba la desactivación del ministerio de Justicia y Culto. Dicho decreto fue dado para reorganizar la administración pública y contemplaba la creación de nuevos ministerios y otros organismos públicos.
El 5 de diciembre de 1968 fue nombrado comandante general de la Marina, asumiendo al mismo tiempo el cargo de ministro de Marina. Se encargó del despacho de Justicia y Culto hasta el día 10, cuando asumió como titular de dicha cartera el contralmirante Luis Vargas Caballero. La desactivación del ministerio de Justicia y Culto se concretó el 28 de marzo de 1969.
El 1 de enero de 1969 pasó a ostentar el grado de vicealmirante, según lo estipulado en un decreto ley dado en noviembre del año anterior. Ejerció como ministro de Marina durante ocho meses, hasta el 10 de septiembre de 1969, cuando falleció víctima de un ataque cardíaco, mientras se dirigía al Consejo de Ministros.